# Djambala
Djambala är en stad (franska: commune) i Kongo-Brazzaville. Den är huvudort i departementet Plateaux, i den centrala delen av landet, 200 km norr om huvudstaden Brazzaville. Antalet invånare är 14 989.